# 杜军保
杜军保，儿科专家，北京大学第一医院儿科教授，主要从事小儿心血管疾病的临床与基础等方面的研究。担任《中华儿科杂志》总编，入选中华人民共和国教育部第八批"长江学者"特聘教授。